# 羅克斯伯里 (新罕布什爾州)
羅克斯伯里（英語：Roxbury）是一個位於美國新罕布什爾州切希爾縣的鎮。

## 人口
根據2020年美國人口普查的數據，羅克斯伯里的面積為31.60平方千米，當中陸地面積為30.80平方千米，而水域面積為0.80平方千米。當地共有人口220人，而人口密度為每平方千米7人。